# Isoglossa centum-satem

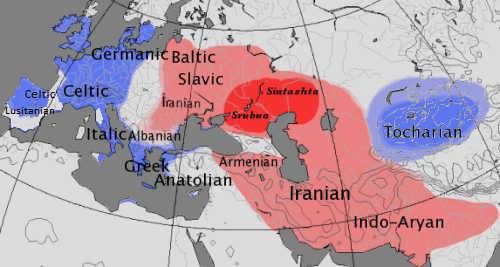
Mappa diacronica che mostra gli areali centum (blu) e satem (rosso). La probabile area di origine della satimizzazione è in rosso scuro.

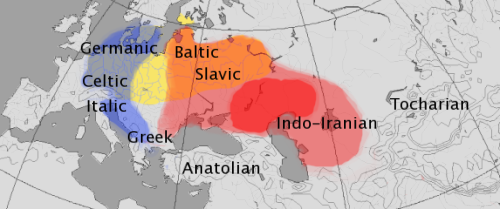
Situazione ipotetica nel 2000 a.C. L'area in giallo rappresenta l'orizzonte della Ceramica cordata.

La divisione centum-satem è un'isoglossa della famiglia delle lingue indoeuropee, legata all'evoluzione delle tre consonanti dorsali ricostruite per il proto-indoeuropeo: *[kʷ] (labiovelare), *[k] (velare), e *[ḱ]; (palatoalveolare). I due termini provengono dalle parole per il numero "cento", in due lingue rappresentative dei due gruppi (latino centum e avestico satəm), derivanti dal termine indoeuropeo *[ḱṃtóm] (si ricordi che nella pronuncia latina classica la c aveva sempre il suono velare /k/ come in casa).
Le lingue centum sono caratterizzate da articolazioni velari, mentre nelle lingue satem ad articolazioni velari corrispondono articolazioni anteriorizzate (affricate palatali) o nettamente anteriori (sibilanti). Quanto a geografia, la divisione si presenta grosso modo verticale, con le lingue centum prevalentemente ad ovest (lingue germaniche, celtiche, latino e lingue romanze, greco) e le lingue satem specificamente ad est, tra Europa orientale ed Asia.
A lungo si è creduto che questa partizione rispecchiasse uno stato di fatto già indoeuropeo, ossia che già l'indoeuropeo in fase unitaria si presentasse diviso in un ramo occidentale di tipo centum e un ramo orientale di tipo satem; teoria smontata in seguito alla scoperta, agli inizi del Novecento, di due lingue fino ad allora sconosciute, convenzionalmente battezzate tocario A e tocario B, nel nord-ovest della Cina, le quali si rivelarono lingue centum. Ciò suggerisce che le lingue indoeuropee furono in origine tutte centum e che solo successivamente le varie lingue indoeuropee centro-orientali abbiano anteriorizzato le occlusive velari divenendo quindi satem.
Difficile da verificare è l'ipotesi contraria, cioè che le lingue fossero originariamente tutte satem e successivamente alcune divennero centum. Questo perché se da una parte è ben documentabile e verificabile il processo secondo il quale le occlusive velari si siano anteriorizzate, dall'altra è del tutto impossibile documentare e verificare il processo contrario. Inoltre, benché non impossibile, è tuttavia molto improbabile che una stessa innovazione (il divenire centum di una parte delle lingue satem) possa sorgere indipendentemente in due punti diversi e non comunicanti del medesimo dominio linguistico. Assai più frequente e lineare è invece il caso di un'area originariamente compatta in cui ad un certo punto una o più innovazioni vengono ad incunearsi, spezzando la primitiva unità.
Le lingue satem includono le lingue indoarie, le lingue iraniche, le lingue baltiche, le lingue slave, l'albanese, l'armeno e altre poche lingue ormai estinte o assorbite, come il tracio ed il daco. Questo gruppo ha unito le velari e le labiovelari indoeuropee in un unico gruppo di velari e ha cambiato le palatoalveolari in sibilanti. Anche se si considera l'albanese una lingua satem, le velari e le labiovelari non si sono fuse in albanese e inoltre le palatovelari diventano sempre velari davanti alle sonanti (caratteristica centum).
Le lingue centum, spesso dette "non satem", sono i restanti dialetti proto-indoeuropei. Questo gruppo è caratterizzato dalla confusione e dalla fusione delle velari e delle labiovelari proto-indoeuropee in un unico gruppo di velari, con un cambiamento fonetico separato per le centum, indipendente dal cambiamento fonetico delle satem. Da intendersi più specificatamente come "lingue con labializzazione" nel senso di Brugmann, il gruppo centum include le lingue italiche, le lingue celtiche, le lingue germaniche, il greco, e probabilmente gruppi di lingue minori meno note ed estinte (come il venetico e la lingua macedone antica). Il tocario combina tutte le occlusive dorsali in una singola serie di velari e, anche se la cronologia del cambiamento è sconosciuta, manca delle sibilanti tipiche delle lingue satem, perciò viene considerata centum.
Il proto-anatolico apparentemente non ha subito nessuno dei due cambiamenti. La serie delle velari rimane separata in luvio, mentre l'ittita può aver subito in secondo tempo un cambiamento di tipo centum, ma l'esatta fonetica non è chiara.

## Dorsali proto-indoeuropee
L'isoglossa centum-satem spiega l'evoluzione delle tre serie di dorsali ricostruite per il proto-indoeuropeo, *[kʷ], *[ɡʷ], *[ɡʷʰ] (occlusive labiovelari), *[k], *[ɡ], *[ɡʰ] (occlusive velari), e *[ḱ], *[ǵ], *[ǵʰ]; (occlusive palatoalveolari) nelle lingue figlie. Una divisione in lingue centum e satem ha senso solo con una visione della lingua madre con il completo inventario di dorsali. Cambiamenti fonetici successivi in uno specifico ramo delle lingue indoeuropee che sono simili ad uno di questi cambiamenti, come la palatalizzazione della k in latino in s in alcune lingue romanze o la fusione di *kʷ con *k nelle lingue goideliche, non hanno effetto sul raggruppamento.
August Schleicher nel suo Compendium del 1871 descrive una sola serie di velari, k, g, gh, che egli chiama Gutturalen. Schleicher identifica anche quattro palatali (*ḱ, *ǵ, *ḱʰ, *ǵʰ), ma ipotizza che derivino dalle gutturali insieme alla nasale ń e alla spirante ç.
Karl Brugmann nel suo Grundriss del 1886 accetta solo due serie, denotandole palatali esplosive (*ḱ, *ǵ, *ḱʰ, *ǵʰ) e velari esplosive (*k, *g, *kʰ, *gʰ), ciascuna delle quali era semplificata in tre articolazioni anche nella stessa opera. Brugmann denomina le lingue centum "lingue con labializzazione" o "lingue-u̯" e le lingue satem "lingue senza labializzazione", e ritiene che:
Per parole o gruppi di parole, che non appaiono in alcuna lingua con suoni velari labializzati, [le "velari pure"] dev'essere per il momento lasciato indeterminato se abbiano mai avuto il cambiamento-u̯. (traduzione dall'inglese)
Nel 1890 Peter Von Badke adottò la stessa distinzione di Brugmann, definendola però in maniera diversa. Egli affermò che gli Ariani (Indoeuropei) conoscevano due tipi di suoni gutturali, la serie gutturale o velare e quella palatale. I primi erano suoni gutturali "in senso stretto" ovvero "un suono K puro", mentre i secondi erano "frequentemente con successiva palatalizzazione". Sulla base di questa distinzione, divise la serie palatale in un gruppo di spiranti e in uno con suono K puro, indicati rispettivamente con i termini satem e centum, ipotizzando altresì un originale "gruppo centum" dal quale nelle zone a nord del Mar Nero e del Mar Caspio le "tribù satem" si sarebbero differenziate tra i "popoli nomadi" o "popoli delle steppe" ivi stanziati, attraverso l'ulteriore palatalizzazione delle gutturali palatali.
Nell'edizione del 1897 del suo lavoro, Brugmann cambiò idea, accettando la terminologia centum-satem introdotta da Von Badke nel 1890. Così descrisse le labiovelari come qu̯, qu̯h, gu̯, gu̯h (introducendo inoltre le aspirate sorde).
La presenza di tre serie di dorsali nella proto-lingua non è universalmente accettata. In un'altra ipotesi avanzata da Antoine Meillet le serie originali erano le labiovelari e le palatovelari, con le velari pure che erano allofoni delle palatovelari in alcuni casi, quali la depalatalizzazione davanti a una risonante. La serie "centrale" ricostruita potrebbe anche derivare da un processo di prestito tra le giovani lingue figlie durante il processo di satemizzazione, oppure il concetto delle velari originali potrebbe essere un artefatto basato semplicemente su false etimologie dei tempi moderni. Per esempio, Oswald Szemerényi, nella sua Introduzione del 1995, mentre riconosceva l'utilità della distinzione tra *kʷ, *k e *ḱ come una corrispondenza fonetica simbolica, argomentava che il supporto per la distinzione delle tre serie in proto-indoeuropeo è insufficiente e preferisce una distinzione a due tra *kʷ e *k. Altri studiosi che presumono due serie di dorsali sono Kuryłowicz (1935), Meillet (1937), Lehmann (1952), e Woodhouse (1998).

## Satem
Le lingue satem mostrano il cambiamento caratteristico delle palatoalveolari proto-indoeuropee (*ḱ, *ǵ, *ǵʰ) in consonanti affricate e fricative, articolate nello spazio anteriore della bocca. Ad esempio *[ḱ] diventa ś [ʃ] in sanscrito, s in lettone, avestico, russo ed armeno, š in lituano [ʃ], e th [θ] in albanese (ma k davanti a una sonora). Allo stesso tempo, le velari (*k, *g, *gʰ) e le labiovelari (*kʷ, *gʷ, *gʷʰ) originali si fusero insieme in un solo esito velare (cioè le labiovelari persero l'arrotondamento labiale, fatta eccezione per l'albanese).
Il cambiamento satem viene bene illustrato dalla parola che sta per cento:
- proto-indoeuropeo *[ḱṃtóm]:
  - avestico: satəm
  - sanscrito: śatam,
  - persiano sad
  - romeno sută (N.B. prestito dallo slavo sto; ciononostante romeno è una lingua centum come confermano altri vocaboli, es. cord "cuore" e câine "cane")
  - lettone: simts
  - lituano šimtas
  - polacco, russo, serbocroato e altre lingue slave sto,

in contrasto con il latino centum (pron. [kentum]).
Lo status dell'armeno come lingua satem o come lingua centum che ha subito un'assibilazione in seguito, come per il francese o il veneto (cioè il collasso delle velari con le labiovelari piuttosto delle palatoalveolari) non è chiaro per la presenza di poche parole in cui il cambiamento è evidente.

## Centum
Nelle lingue centum le consonanti palatovelari si fusero con le velari (*k, *g, *gʰ). La maggior parte delle lingue centum preserva le labiovelari proto-indoeuropee (*kʷ, *gʷ, *gʷʰ) o i riflessi linguistici storici che hanno dato in seguito distinti dalle velari; ad esempio, *k : *kʷ → latino c /k/ : qu /kʷ/, κ /k/ : π /p/ (o τ /t/ davanti a vocali anteriori) in greco, /h/ : /hʷ/ in gotico, ecc.
Il nome di lingue centum (scritto a volte kentum per evitare fraintendimenti) deriva dalla parola latina centum (prn. kèntum), '100', < *ḱṃtóm, che illustra la fusione di *k e *ḱ. Vi si compari śata- del sanscrito o sto del russo, dove *ḱ è cambiata in una fricativa. Altri esempi di lingue centum sono: hund(red)- in inglese e Hundert in tedesco (con /h/ da una precedente *k, si veda rotazione consonantica), greco ἑκατόν [hekatón], gallese cant, ecc.
L'attestazione delle labiovelari come singoli fonemi indipendenti /kʷ/, invece di due fonemi velari e semivocalici /kw/ è attestato in greco (la serie q- della lineare B), in italico (il qu latino), in germanico (il hwair gotico, ƕ ed il qairþra q) e il celtico (il ceirt ogamico, Q). Però anche se vengono normalmente ricostruite per il proto-indoeuropeo, le labiovelari potrebbero essere un'innovazione del gruppo centum, collegate casualmente all'anteriorizzazione delle palatovelari. La testimonianza base di ciò è l'anatolico, la cui fonetica non è ancora completamente chiara per motivi ortografici. L'ittita (ed il luvio) in ogni caso non utilizzano la serie q- (che rappresenta un'occlusiva uvulare sorda) della scrittura cuneiforme dell'accadico, ma rappresentano i riflessi delle labiovelari proto-indoeuropee con ku. Le opinioni se ciò rappresenti un singolo fonema anatolico o un gruppo /k+w/ sono divise. È stata messa in discussione anche la possibilità di tre serie di dorsali su basi tipologiche, ma quest'argomentazione ha riscosso scarso successo, poiché ci sono lingue con un sistema a tre serie di dorsali, ad esempio una lingua caucasica nordoccidentale come l'abcaso, o il yazgulyam (una lingua iranica, ma con un sistema di dorsali non imparentato con il presunto originale proto-indoeuropeo), e lo hausa. L'esistenza di questa caratteristica in una lingua caucasica nordoccidentale è significativa, poiché questa famiglia dovrebbe essere stata nel contatto areale più vicino alla supposta zona di origine degli indoeuropei nelle steppe della Russia meridionale, ipotesi supportata anche dallo scarso sistema vocalico e dalle consonanti glottali che condividevano il proto-indoeuropeo ed il proto-caucasico nordoccidentale, evidenziando una possibile lega linguistica primitiva.
Ci sono state recenti asserzioni che anche la lingua bangani in India contiene tracce di fenomeni fonetici centum, ma sono per lo più tracce spurie.

## Origini del cambiamento fonetico

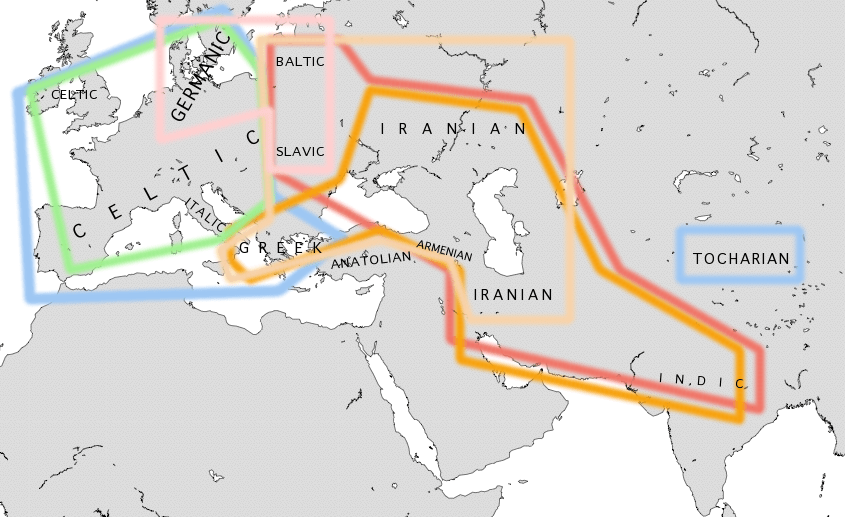
Centum-satem paragonata ad altre isoglosse generali delle lingue indoeuropee figlie intorno al 500 a.C.
Azzurro: Lingue centum
Rosso-arancione: lingue satem
Arancione: lingue che mostrano aumento
Verde: lingue che mostrano il passaggio *-tt- > -ss- del PIE
Marrone chiaro: lingue che mostrano il passaggio *-tt- > -st-
Rosa: lingue in cui i plurali dello strumentale, del dativo e dell'ablativo, come pure certi singolari e plurali, mostrano desinenze che cominciano con m-, piuttosto che con la consueta *bh-.

Nel XIX secolo venne presunto che l'isoglossa centum-satem fosse l'originaria divisione dialettale delle lingue indoeuropee, ossia "una divisione tra le province culturali (Kulturkreise) orientali ed occidentali". Ad ogni modo, Karl Brugmann, e in particolare Johannes Schmidt considerarono il cambiamento fonetico centum-satem come una caratteristica areale.
L'incompleta satemizzazione in baltico, e in maniera minore in slavo, viene considerata un'indicazione della diffusione del cambiamento fonetico satem, o, in alternativa, che la non completa satemizzazione sia dovuta a fenomeni di prestito nei primi contatti tra i locutori proto-baltici e proto-germanici. Esempi di resti di elementi labiali da labiovelari in proto baltico includono:
- lituano ungurys "anguilla" ← *angʷi-
- lituano dygus "appuntito" ← *dʰeigʷ-

Esempi minori di una satemizzazione incompleta sono conosciuti anche in sanscrito:
- guru "pesante" < *gʷer-
- kulam "gregge" < *kʷel-
- kuru "fare" < *kʷer-

ma si trovano solo in testi dopo il Rigveda.
Che fosse considerata una distinzione areale o dialettale, la centum-satem venne a lungo considerata una divisione del proto-indoeuropeo in occidentale ed orientale. Tale ipotesi ha però perso progressivamente di significato con i successivi sviluppi della ricerca linguistica, che hanno cambiato completamente il quadro di riferimento. Da un lato, la scoperta delle lingue tocarie, che pur essendo foneticamente centum erano situate all'interno dell'ipotetico ambito satem, ha rotto lo schema originario. Dall'altro, sono state individuate altre isoglosse indoeuropee, molte delle quali sembrano di uguale o maggiore rilievo rispetto all'isoglossa centum-satem, ne hanno ulteriormente ridimensionato l'importanza come unica divisione geografica all'interno della lingua indoeuropea. Secondo Philip Baldi:
"...ci si dovrebbe aspettare che una iniziale separazione dialettale del tipo indicato dal contrasto si rifletta anche in altre distinzioni dialettali di ordine elevato, un modello che non è evidente da un'analisi dei tratti condivisi tra lingue orientali e occidentali."
Per queste ragioni, il cambiamento satem è oggi inteso come uno sviluppo cronologico del proto-indoeuropeo, un'innovazione radiale dalle comunità indoeuropee centrali che si sono in seguito espanse, e con loro l'innovazione satem, ma non sufficientemente da raggiungere le estremità occidentali (Europa) ed orientali (tocario) del dominio indoeuropeo. Con il progredire degli studi, inoltre, a poco a poco si è andata abbassando l'antichità attribuita alla palatalizzazione delle velari, "sicché oggi si tende a pensare, anche se non unanimemente, che si tratti di un processo realizzato da ciascun ramo della famiglia in forma indipendente e con diversa cronologia". La centumizzazione eliminò le palatovelari dalla lingua, non lasciandone nessuna da satemizzare. Inoltre vi sono evidenze residue di vari tipi nelle lingue satem di una distinzione anteriore tra consonanti velari e labiovelari, che indicano il precedente stato centum. Tuttavia l'evidenza dell'anatolico indica che il centum non era lo stato originale dell'indoeuropeo.